# STS-101
La missió STS-101 va ser una missió realitzada pel Transbordador espacial Atlantis, destinada a dur subministraments a l'Estació Espacial Internacional, preparar l'arribada del mòdul Zvezdà i elevar la seva òrbita a 402 quilòmetres. L'Atlantis va ser el primer transbordador a portar una cabina de vidre.

## Tripulació
- James HALSELL, Jr (5) Comandant
- Scott Horowitz (3), Pilot
- Mary Weber (2), especialista de missió
- Jeffrey Williams (1), especialista de missió
- James Voss (4), especialista de missió
- Susan Helms (4), especialista de missió
- Iuri Ussatxov (3), especialista de missió -  Russia

() nombre de vols realitzats.

## Paràmetres de la missió
- Massa:
  - A l'aterratge juntament amb la càrrega: 100,369 kg
  - Càrrega: 1,801 kg
- Perigeu: 332 km
- Apogeu: 341 km
- Inclinació: 51.6°
- Període: 91 min

### Acoblament amb la ISS
- Acoblat: 20 de maig de 2000, 04:30:45 UTC
- Desacoblat: 26 de maig de 2000, 23:03:00 UTC
- Temps acoblat: 5 dies, 18 hores, 32 minuts, 15 segons

### Passejades espacials
- Voss i Williams - EVA 1
- EVA 1 Començament: 22 de maig de 2000 - 01:48 UTC
- EVA 1 Final: 22 de maig, - 08:32 UTC
- Durada: 6 hores, 44 minuts

## Resum de la missió

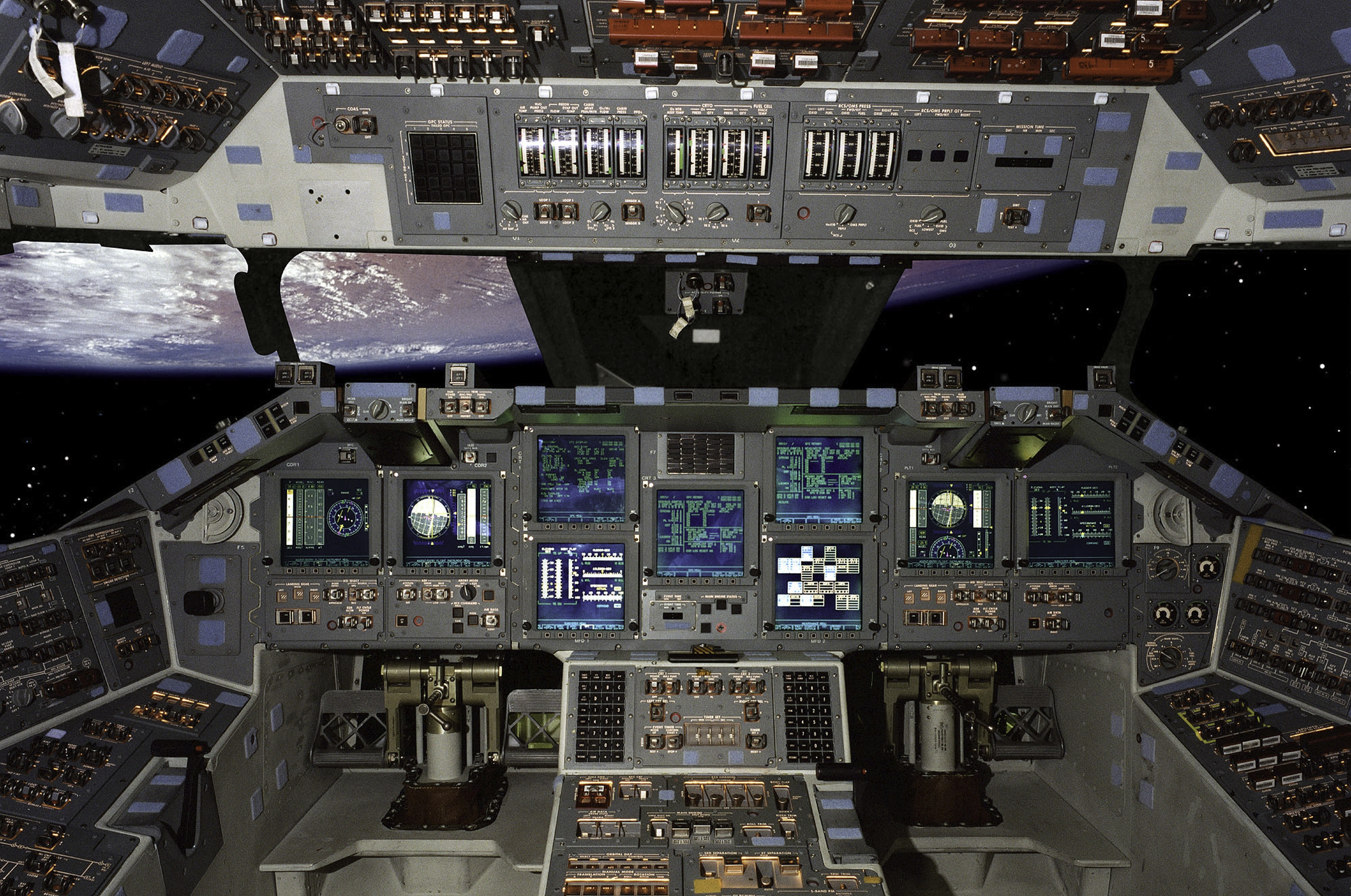
En aquesta missió, l'Atlantis va ser el primer transbordador a usar una cabina de vidre.

L'objectiu principal d'aquesta missió va ser restituir les bateries de l'estació per a la seguretat en l'arribada del Zvezdà, lliurar queviures i equips i augmentar l'òrbita a 400 km.
Algunes tasques que va realitzar la STS-101 van ser reemplaçar extintors, detectors de fum, filtres d'aire, la memòria del Sistema de Telemetria per Ràdio, entre d'altres. Entre els equips entregrados, hi havia una càmera IMAX, una bicicleta ergonòmica per al seu exercici físic.
Durant la missió, es van mesurar els nivells de diòxid de carboni i la velocitat de la circulació de l'aire, donant resultats bons.
Aquesta va ser la primera missió d'un transbordador amb cabina de vidre (glass cockpit).